# Pustkovecký bludný balvan
Pustkovecký bludný balvan patří mezi větší bludné balvany v České republice. Nachází se v Ostravě-Pustkovci v Moravskoslezském kraji. Objeven byl v Pustkovci.

## Poloha

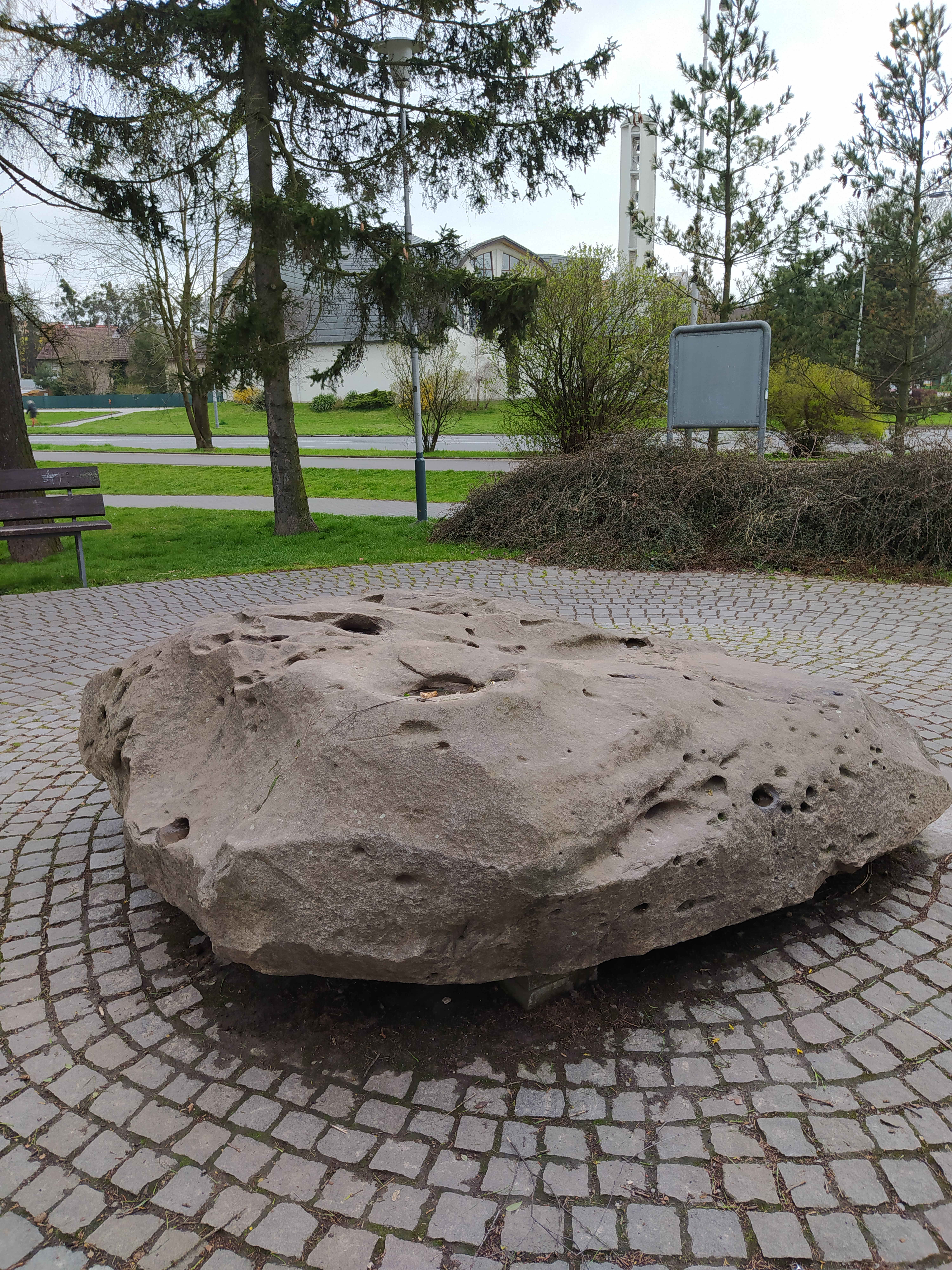

Balvan se nachází v parku před kostelem svatého Cyrila a Metoděje na Pustkovecké ulici. Nalezen byl v nedalekém údolí potoka Šibránek (pravostranný přítok Plesenského potoka) v údolí pod kopcem Hůra. Po několika stěhováních byl v roce 2002 instalován na stávající místo v rámci oslav 625 let založení obce Pustkovec. U kamene je umístěna kamenná deska.

## Popis a historie
Pustkovecký bludný balvan je největším bludným balvanem ze sedimentární horniny v České republice. Materiálem bludného kamene je střednozrnný až hrubozrnný křemenný pískovec bez náznaků hlubšího zvětrávání. Bludný balvan má tvar spíše plochého kvádru o rozměrech cca 2,6x2,4x0,7 m. Balvan byl na naše území transportován pravděpodobně z Polska (tzv. blízký souvek).

## Další informace
V Pustkovci jsou vystaveny celkem čtyři bludné balvany.